# Bulbophyllum catenulatum
Bulbophyllum catenulatum là một loài phong lan thuộc chi Bulbophyllum.